# Дард, Ходжа Мир
Ходжа Мир Дард (1721—1785) — индийский поэт, автор стихов на урду, представитель делийской школы, писатель, философ, мистик времен упадка империи Великих Моголов.

## Жизнь и творчество
Происходил из семьи суфиев. Сын Ходжа Мухаммада Насыра Андалиба, председателя мухаммадского направлении Муджадидской ветви суфийского ордена (тарикату) Накшбанди. Получил домашнее образование: знал арабский и персидский языки, изучал музыку, суфийские каноны. В юности совершил хадж в Мекку, отсюда получил дополнение к имени Ходжа. В 1749 году унаследовал от отца должность руководителя мухаммадского направлении суфиев в Дели. В результате походов Надир-шаха и Ахмад-шаха Абдали вынужден был покинуть Дели и перебраться на некоторое время в Лакхнау, где занимался философским трудом и сложение стихов.

## Творчество
Мир Дард продолжал линию тех поэтов урду, в творчестве которых чувствовалась и мусульманская и индусская традиции. Будучи суфием, он поклонялся индусской богини красноречия — Сарасвати, владел не только аруза, но и индийского поэтикой, в частности «аланкара» (поэтическое украшение), среди которых отдавал предпочтение «шлешь» (игре слов) и «ямак» (употребление одного слова в разных значениях). Большую часть творчества Дарда составили газели. По канону газель — стихотворение о неразделенной любви, и в земном и в мистическом плане в нем должны звучать боль, страдания и слезы. Отсюда псевдоним «Дард», то есть боль.
Также в активе Мер Дарда есть метафизический труд по философии «Ильм-ул-Китаб», написанный на персидском языке. На этом языке создано сборник мистических афоризмов и поговорок — «Чахар Ризалат».